# Ротарешти (Телеорман)
Ротарешти (рум. Rotărești) насеље је у Румунији у округу Телеорман у општини Талпа. Oпштина се налази на надморској висини од 115 m.

## Становништво
Према подацима из 2002. године у насељу је живело 293 становника, од којих су сви румунске националности.